# Paul Ledoux (artiste)
Pour les articles homonymes, voir Ledoux.
Paul Eugène Ledoux (Illkirch-Graffenstaden, district de Basse-Alsace 18 novembre 1884 - Cannes, Alpes-Maritimes 17 septembre 1960) est un artiste peintre, graveur et illustrateur français d'origine alsacienne.

## Biographie
Né le 18 novembre 1884 à Illkirch-Graffenstaden, Paul Eugène Ledoux étudie l'art à partir de 1899 à l'école des arts appliqués de Strasbourg, puis, à partir de 1902, avec Fernand Cormon aux Beaux-Arts de Paris. En 1905, il part étudier à l'académie des beaux-arts de Munich dans les classes de Ludwig von Löfftz et Angelo Jank.
En 1908, Ledoux quitte Munich pour revenir travailler à Paris auprès des décorateurs Marcel Jambon (1848-1908) et du beau-fils de ce dernier, Alexandre Bailly (1866-1948).
En 1913, il exécute les fresques de l'église des Saints-Innocents de Blienschwiller. 

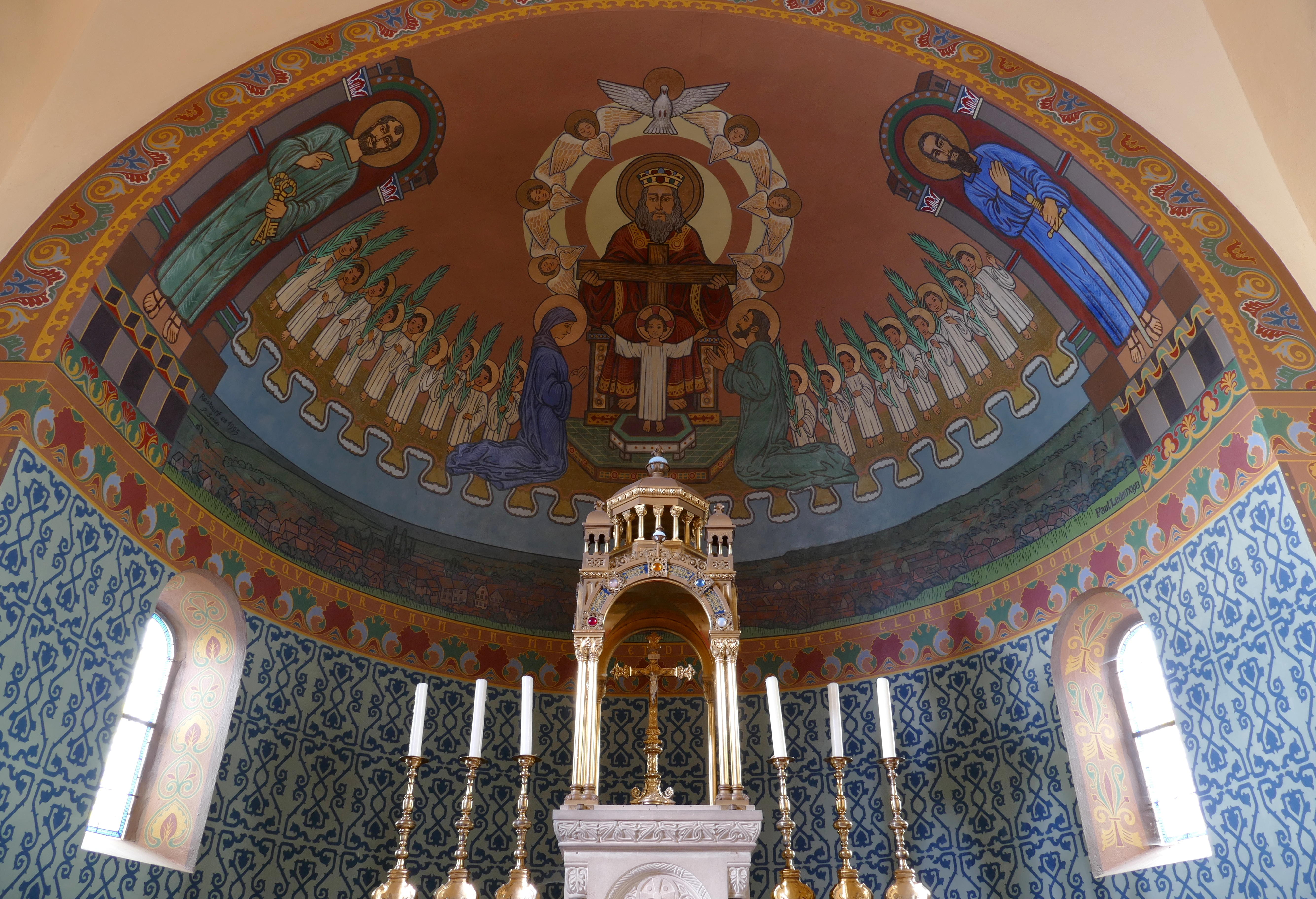
Église des Saints-Innocents de Blienschwiller : fresque du chœur Sainte-Trinité (1913) par Ledoux.

En 1914, lorsque la Première Guerre mondiale éclate, Ledoux vit à Paris. Bien qu'Allemand, il rejoint l'Armée française, sous le nom de guerre de Jean Fauconnier, et obtient la nationalité française. Il a servi en tant qu'interprète, et a travaillé pour le service d'écoute et de renseignement, et plus tard pendant les interrogatoires des prisonniers allemands. Nommé caporal, il rencontre en 1917 les peintres Maurice Denis et René-Xavier Prinet. Deux de ces frères servirent dans l'Armée allemande et furent tués. Paul Ledoux laisse des carnets et des croquis pris durant le conflit,.
Marié à Élise, il a eu un fils, Guy.
Ledoux était membre de la Société de la gravure sur bois originale. 
Paul Ledoux meurt le 18 septembre 1960 à Cannes mais il est inhumé à Rosheim.

## Ouvrages illustrés
- Jean Variot, Chroniques et légendes des villes alsaciennes, Strasbourg, Collection de la vie en Alsace, 1927.
- Jean Variot, L'Alsace éternelle : récits légendaires de l'Alsace, illustrations avec Charles Spindler, collection « Adolescence catholique », Paris, Œuvres représentatives, 1929.
- M. Frisch, Siegfrieds Liebe und Tod : dem Nibelungenlied, Paris, Henri Didier, 1934.
- Claude Odilé, Strasbourg et sa région, Paris, Arthaud, 1934.